# Рідкі кристали
Рідки́й криста́л — специфічна термодинамічна фаза деяких речовин, якій властиві риси як рідини (текучість), так і кристалу (анізотропія властивостей). 

## Загальна характеристика
Рідкий кристал — проміжна фаза (мезофаза) між ізотропною рідиною і кристалічним твердим тілом. Рідкі кристали — це флюїди, молекули яких певним чином впорядковані, тобто існує певна симетрія. Як наслідок, існує анізотропія механічних, електричних, магнітних та оптичних властивостей речовин цього класу. Поєднуючи властивості рідин та твердих тіл (плинність, анізотропія), рідкі кристали проявляють специфічні ефекти, багато з яких не спостерігаються у рідинах та твердих тілах. Зокрема, в рідких кристалах спостерігається подвійне променезаломлення, флексоелектричний ефект, перехід Фредерікса.
На верхньому рисунку праворуч показано текстуру нематичної фази рідкого кристалу.
Речовина, яка здатна переходити при певних умовах (температурі, тискові, концентрації) в рідкокристалічний стан (мезоморфний, мезофаза), що є проміжним між рідким (характерна плинність) i кристалічним (анізотропні властивості — оптичні, електричні, магнітні тощо) при відсутності тримірного дальнього порядку розміщення атомів чи молекул. Це молекулярні кристали з властивостями одночасно і рідин і кристалів. Вони переважно складаються з тороподібних чи дископодібних молекул, що можуть утворювати одну чи більше різних впорядкованих флюїдних фаз, а також ізотропні флюїди; трансляційний порядок у них є цілком чи частково порушеним, але значна частка орієнтаційного порядку зберігається при переході від кристалічної до рідинної фази при мезоморфному переході. На фазовій діаграмі температурний діапазон існування рідкого кристала обмежується температурою плавлення твердого кристала й температурою прояснення, при якій рідкокристалічний твердий зразок стає прозорим унаслідок плавлення мезофази й перетворення її в ізотропну рідину. Такі речовини в рідкому стані утворюють нематичну фазу — з великим ступенем лінійного впорядкування, або смектичну — з великим ступенем впорядкування в площині.
Холестеричний рiдкий кристал — рiдкий кристал, cтрижневидні молекули якого розташованi, як у нематичному в шарах, але паралельні стрижні в одному шарі орієнтуються в різному напрямку з паралельними стрижнями прилеглого шару, закручуючись у напрямку, перпендикулярному до довгих осей. Таким чином створюється спiралеподібна структура з певним перiодом.

## Історія відкриття і дослідження

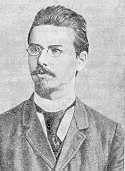
Фрідріх Рейнітцер

Існування рідких кристалів було встановлене в 1888 році.

### Відкриття
Першим виявив рідкі кристали у 1888 році австрійський учений-ботанік Фрідріх Рейнітцер. Досліджуючи нову синтезовану ним речовину холестерилбензоат, він виявив, що при температурі 145°С кристали цієї речовини плавляться, утворюючи мутну рідину, що сильно розсіює світло. При продовженні нагріву після досягнення температури 179°С рідина прояснюється, тобто починає поводитися в оптичному відношенні, як звичайна рідина, наприклад вода. Несподівані властивості холестерилбензоат виявляв у мутній фазі. Розглядаючи цю фазу під поляризаційним мікроскопом, Рейнітцер виявив, що вона має властивість подвійного променезаломлення. Це означає, що показник заломлення світла, тобто швидкість світла в цій фазі, залежить від поляризації.
Тому сказане пояснює, що існування подвійного заломлення в рідині, яка повинна бути ізотропною, тобто що її властивості повинні бути незалежними від напряму, представлялося парадоксальним. Найправдоподібнішим у той час могла здаватися наявність у мутній фазі малих частинок кристала, що не розплавилися, кристалітів, які були б джерелом подвійного заломлення.
Тривалий час фізики та хіміки в принципі не визнавали рідких кристалів, тому що їхнє існування руйнувало теорію про три стани речовини: твердий, рідкий і газоподібний. Вчені відносили рідкі кристали то до колоїдних розчинів, то до емульсій.
Детальніші дослідження, до яких Рейнітцер долучив відомого німецького фізика Отто Лемана, показали, що каламутна фаза не є двофазною системою, тобто не містить у звичайній рідині кристалічних включень, а є новим фазовим станом речовини. Цьому фазовому стану Леман дав назву «рідкий кристал» у зв'язку з властивостями рідини і кристала, що одночасно проявлялися ним. Уживається також і інший термін для назви рідких кристалів. Це — «мезофаза», що буквально означає «проміжна фаза».
У той час існування рідких кристалів здавалося курйозом, і ніхто не міг припустити, що їх чекає майже через сто років велике майбутнє в технічних застосуваннях. Тому після деякого інтересу до рідких кристалів відразу після відкриття, про них через деякий час практично забули.

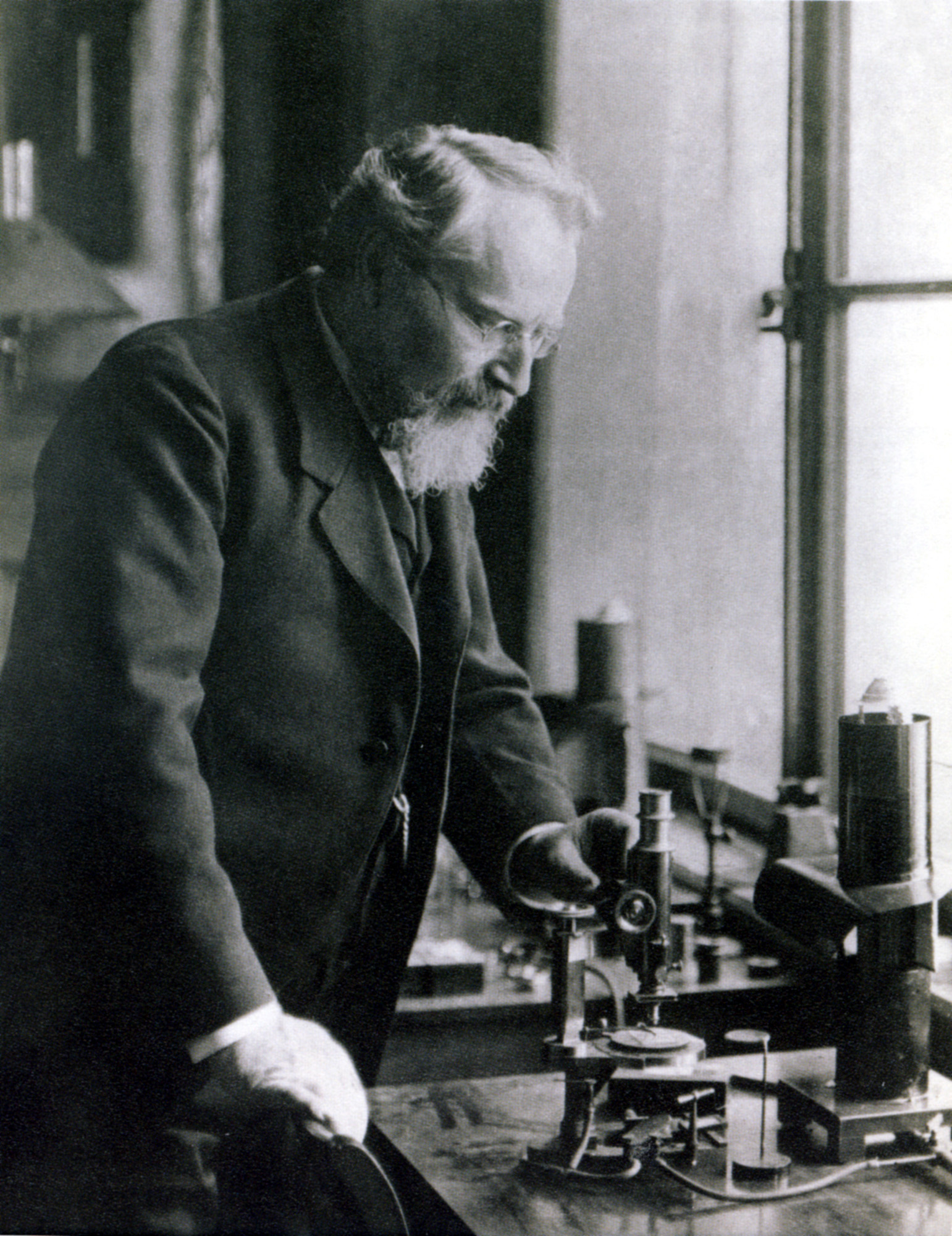
Отто Леман (1855—1922)

У кінці ХІХ — початку ХХ століття багато дуже авторитетних вчених вельми скептично ставилися до відкриття Рейнітцера і Лемана (ім'я Лемана також можна по праву пов'язувати з відкриттям рідких кристалів, оскільки він дуже активно брав участь в перших дослідженнях). Справа в тому, що не тільки описані суперечливі властивості рідких кристалів представлялися багатьом авторитетам вельми сумнівними, але й у тому, що властивості різних рідкокристалічних речовин (сполук, для яких властива рідкокристалічна фаза) виявлялися істотно різними. Так, одні рідкі кристали мали дуже велику в'язкість, у інших в'язкість була невелика. Одні рідкі кристали проявляли зі зміною температури різку зміну забарвлення, так що їхніх колір пробігав всі відтінки веселки, інші рідкі кристали такої різкої зміни забарвлення не проявляли. Нарешті, зовнішній вигляд зразків різних рідких кристалів при розгляді їх під мікроскопом виявлявся зовсім різним. У одному випадку в полі поляризаційного мікроскопа могли бути видні утворення, схожі на нитки, в іншому — спостерігалися зображення, схожі на гірський рельєф, а в третьому — картина нагадувала відбитки пальців. Стояло також питання, чому рідкокристалічна фаза спостерігається при плавленні тільки деяких речовин?
Ось в таких умовах скептицизму з боку багатьох авторитетів і достатку суперечливих фактів вели свої роботи перші, тоді нечисленні, дослідники рідких кристалів, справжні ентузіасти своєї справи. До їх числа слід віднести німецького хіміка Даніеля Форлендера, який на початку ХХ століття в університетському місті Галле (Німеччина) спільно з своїми учнями вивчав хімію рідких кристалів. Він намагався відповісти на питання, які властивості повинні мати молекули речовини, щоб воно мали рідкокристалічну фазу. Форлендер знайшов велику кількість нових сполук з рідкокристалічною фазою, і уважно досліджував властивості молекул відповідних сполук, зокрема структурні. В результаті його робіт стало ясно, що рідкі кристали утворюють речовини, молекули яких мають подовжену форму.

### Сучасні дослідження

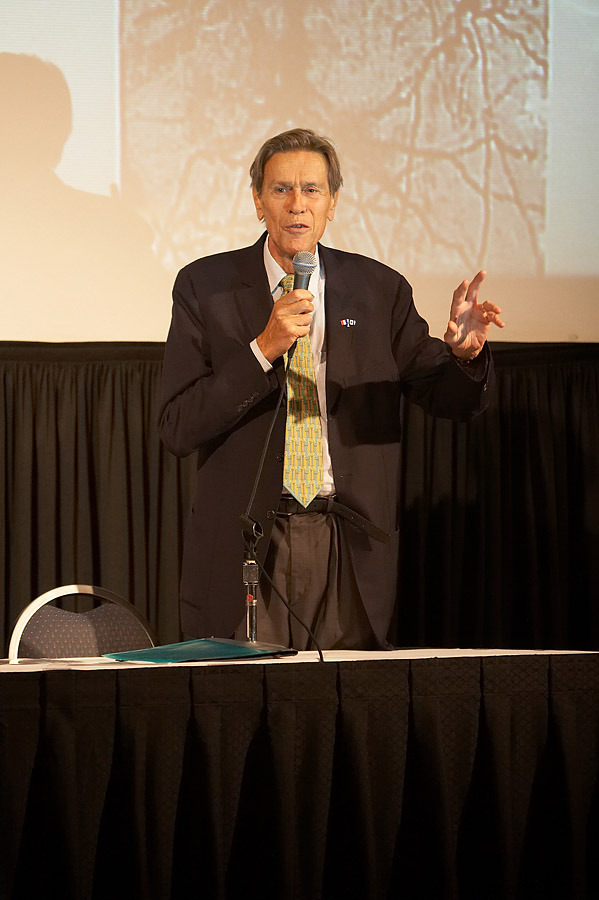
П'єр Жиль де Жен

У 1965 в США зібралася перша міжнародна конференція, присвячена рідким кристалам. 1968 року американські вчені створили принципово нові індикатори для систем відображення інформації. Принцип їхньої дії оснований на тому, що молекули рідких кристалів, повертаючись в електричному полі, по-різному пропускають світло. Під впливом напруги, яку подавали на провідники, впаяні в екран, на ньому виникало зображення, що складається з мікроскопічних точок. І все ж тільки після 1973, коли група англійських хіміків під керівництвом Джорджа Грея синтезувала рідкі кристали з відносно дешевої і доступної сировини, ці речовини отримали широке поширення в різноманітних пристроях.

Різноманіття рідких кристалів

У 1991 році, коли рідкокристалічні дисплеї вже застосовувались, П'єр Жиль де Жен отримав Нобелівську премію з фізики «за виявлення того, що методи, розвинені для вивчення явищ упорядкованості в простих системах, можуть бути узагальнені на рідкі кристали і полімери».
Речовини, молекули яких за певних умов здатні утворювати рідкокристалічні фази, називаються мезогенами. Як правило, ці молекули є певною мірою жорсткими та анізотропними (суттєво довші або коротші в одному напрямі, ніж в інших). Більшість мезогенів — це довгасті стрижнеподібні молекули. Менш поширені дископодібні молекули, хоча існують ще екзотичніші форми молекул рідких кристалів.

## Класифікація
Деякі мезогени можуть утворювати кілька мезофаз. В залежності від способу утворення мезофаз рідкі кристали поділяються на ліотропні та термотропні. Ліотропні рідкі кристали проявляють властивості мезофаз при певних концентраціях мезогену у розчиннику, в той час як термотропні рідкі кристали є мезофазами в певних температурних межах.

### Ліотропні рідкі кристали
Рідкі кристали, в яких є фази з дальним порядком орієнтування викликані додатковим розчинником. Вони проявляють властивості мезофаз при певних концентраціях мезогену в розчиннику, в той час як термотропні рідкі кристали є мезофазами в певних температурних межах. Останні в свою чергу поділяються в залежності від способу впорядкування молекул (в залежності від симетрії) на нематичні рідкі кристали (нематики) та смектичні рідкі кристали (смектики). Нематики, молекули яких мають довгасту стрижнеподібну форму, характеризуються дальнім орієнтаційним порядком, проте не мають дальнього трансляційного порядку. Тобто існує певний переважний напрям орієнтації довгих осей молекул нематика, який характеризується одиничним вектором і називається директором. Смектична мезофаза відрізняється від нематичної наявністю дальнього трансляційного порядку. Таким чином, молекули смектиків розміщуються шарами.
Ліотропні рідкі кристали утворюються при розчиненні твердих органічних речовин у різних розчинниках, наприклад у воді. Ліотропні рідкі кристали мають більш складну структуру, ніж термотропні. Ліотропні рідкі кристали досить поширені у природі, особливо в живих організмах (мембрани клітин, віруси тощо).

### Термотропні рідкі кристали
Рідкий кристал, в якому частково впорядкована мезофаза існує в певному проміжку температур. При температурі, меншій за деяку критичну, термотропні кристали втрачають плинність і переходять у тверді тіла. При підвищенні температури понад інше критичне значення термотропні рідкі кристали втрачають часткове впорядкування й переходять в ізотропну рідину.
Поділяються в залежності від способу впорядкування молекул (в залежності від симетрії) на:
- Нематичні рідкі кристали (нематики). Нематики, молекули яких мають довгасту стрижнеподібну форму, характеризуються дальнім орієнтаційним порядком, проте не мають дальнього трансляційного порядку. Тобто, існує певний переважний напрям орієнтації довгих осей молекул нематика, який характеризується одиничним вектором {\displaystyle {\vec {n}}} і називається директором. Відсутній дальній порядок в розташуванні центрів тяжіння молекул, у них немає шаруватої структури, їх молекули ковзають безперервно у напрямі своїх довгих осей, обертаючись навколо них, але при цьому зберігають орієнтаційний порядок: довгі осі напрямлені уздовж одного переважного напрямку. Вони поводяться подібно до звичайних рідин. Прикладом речовини, що утворює нематичні рідкі кристали може служити N-(пара-метоксібензиліден) – пара-бутиланілін.
- Смектичні рідкі кристали (смектики). Смектична мезофаза відрізняється від нематичної наявністю дальнього трансляційного порядку. Таким чином, молекули смектиків розміщуються шарами, що можуть переміщатися один відносно іншого. Товщина смектичного шару визначається довжиною молекул (переважно, довжиною парафінового «хвоста»), проте в’язкість смектиків значно вище ніж у нематиків і щільність по нормалі до поверхні шару може сильно змінюватися. Типовим є терифтал-біс (пара-бутиланілін).
- Холестеричні рідкі кристали (холестерики) складаються з оптично активних молекул, тобто несиметричних молекул із хіральністю. Холестеричні рідкі кристали характеризуються далеким порядком в одному напрямку, в якому директор є періодичною функцією. Це нематичні рідкі кристали, але їх довгі осі повернені один щодо одного так, що вони утворюють спіралі. Період зміни напрямку директора називається кроком спіралі. Оскільки крок спіралі холестеричних рідких кристалів залежить від температури, то щонайменша зміна температури (до тисячних частин градуса) призводить до зміни кроку спіралі і, відповідно, вони міняють колір при нагріванні чи охолодженні. Утворюються, в основному, з’єднаннями холестерину і інших стероїдів.

## Властивості
Загальна для всіх типів рідких кристалів
властивість — подвійне заломлення світла, характерне для більшості твердих
кристалів, за допомогою якої можна ідентифікувати мезоморфний стан.
Другою властивістю, характерною для холестеричних рідких кристалів, є обертання площини поляризації. Якщо пропускати лінійно-поляризоване світло через шар холестеричної мезофази перпендикулярно
молекулярним шарам, то напрямок коливань електричного вектора світової хвилі буде повернуто вліво або вправо. Площина коливань світла також повертається
вліво або вправо. Кут обертання пропорційний товщині шару речовини. Кут
обертання плоскості поляризації для цих речовин порядку кількох десятків
градусів на 1 мм шляху світлового сигналу, в той час як холестерині рідкі
кристали, які мають сильну оптичну активність, обертають плоскість поляризації
світла навіть до 18000о на 1 мм шляху.

### Забарвлення та оптика
Освітленні пучком поляризованого білого світла, холестеричні рідкі кристали мають веселкове забарвлення, яке залежить від природи
речовини, температури та кута падіння світла. Досягнувши поверхні рідкого
кристала, світло диспергує на дві складові з круговою поляризацією в напрямках, зворотних повороту електричних векторів. Одна з складових проникає в глибину кристала, в той час як інша відображається від його поверхні, що викликає
появлення характерного офарблення рідкокристалічного зразка.

#### Анізотропія
Наявність в рідких кристалах дальнього порядку в
орієнтації молекул викликає анізотропію електричних і магнітних властивостей, притаманну твердим кристалам. Однак, у відмінності від твердих тіл, сили міжмолекулярної взаємодії тут значно слабші. Енергія деформації рідких кристалів мала, тому їх молекулярну структуру легко змінити під дією електричного та магнітного полів невеликої потужності. Для зміни структури достатні також незначні температурні коливання або механічний вплив на рідкі кристали — згадайте як мигтить дисплей при легенькому тиску пальцем. Структурним змінам рідких кристалів супроводжує зміна їх оптичних властивостей, бо вторинними ефектами зміни орієнтації молекул є зміни ступеня пропускання та відображення світла, кругового дихроїзму, оптичної активності та офарблення. Звідси випливає, що ці властивості легко управляються, особливо у випадку холестеричних рідких кристалів. Зміна офарблення холестеричних рідких кристалів проходить під дією мінімальних температурних коливань.

### Термічні властивості
Рідкокристалічну фазу можна отримати двома шляхами: плавленням відповідної кристалічної речовини — тоді річ іде про термотропні рідкі кристали, або розчиненням речовини, здатної давати ліотропні рідкі кристали.
Нагрівання речовини, що знаходиться при нормальних
умовах в кристалічному стані, до мезоморфного приводять до ряду фазових
переходів при температурах Т0, Т1, Т2, …, Тпр,
де Т0 — температура плавлення кристалів з утворенням
мезоморфної фази, а Тпр — температура просвітління або
зникнення рідкокристалічної фази та переходу її в ізотропну рідину. Температури
Т1, Т2 — точки можливих полімезоморфних
перетворень всередині рідкокристалічної фази.
Температури фазових переходів для однієї й тої ж
речовини розрізняються в залежності від напрямку температурних змін, тобто для
нагрівання та охолодження. В зв'язку з легкістю переохолодження мезоморфної
фази особливо помітна різниця в температурі Т0 при нагріванні
та охолодженні. Послідовність перетворень, яку перетерплює речовина при нагріванні та охолодженні, також не завжди збігається. Фазові перетворення в
речовинах, що утворюють мезоморфний стан тільки при охолодженні, називаються монотропними, в відмінності від енантіотропних перетворень, що спостерігаються
як при нагріванні, так і при охолодженні речовини. Ряд поліморфних перетворень всередині мезофази може мати також монотропний характер.
Дуже часто на практиці необхідно розширити
температурний діапазон мезофази або збільшити різницю Тпр — Т0 між
температурою просвітління або плавлення рідкого кристала. З цією ціллю різні
рідкі кристали перемішують в таких пропорціях, щоб утворилась евтектична суміш.
Температура плавлення Т0 такої суміші має різко виражений мінімум, який нижче температури плавлення кожного з компонентів. Величина температури
просвітління буде проміжною між температурами просвітління кожного з
компонентів суміші.
Якщо суміш утворена речовинами, молекули яких мають
однакову будову та якщо ці речовини утворюють ідеальні розчини, то склад
евтектичної суміші можна дуже точно обчислити за допомогою рівняння Шредера-Ван Лаара.
Рівняння Шредера-Ван Лаара не можна застосовувати в
тому випадку, коли один з компонентів суміші має будову, що значно
відрізняється від будови інших компонентів, або ж якщо він не утворює мезофазу. Але навіть якщо компоненти суміші схожі, температури Т0 та Тпр,
що обчисленні теоретично, треба перевірити експериментально.

### Електричні та магнітні властивості рідких кристалів
Явища, що викликанні дією на рідкі кристали електричного поля, різноманітні й до сьогодні немає однозначної їх орієнтації.
Електричні властивості рідких кристалів вивчаються найчастіше в тонких шарах, і, мабуть, експериментальні результати слід віднести
до всієї системи, що складається з рідкокристалічного шару та електродів, які
одночасно є й поверхнями, що несуть. Перш за все слід враховувати вплив цих
поверхонь, що орієнтується, інжекцію електродами носіїв зарядів, а також адсорбцію іонів на електродах, що є причиною гістерезису для багатьох
електричних явищ і утрудняє розподіл поля в зразку внаслідок утворення
електричного подвійного шару.
Електричні явища в рідких кристалах мають
найчастіше нелінійний характер, пов'язаний з термічною та електричною
передісторією зразку.
Простішим типом приладу для електричних досліджень рідких кристалів є вічка типа «сендвіч». Дві плоскі скляні пластини з нанесеним
на них прозорим провідним шаром SnO2 або InO2 розділяються
прокладками з слюди, тефлону або іншого діелектричного матеріалу. Зазор між
пластинами вагається від 5 до 200мкм.

### Оптичні та електрооптичні властивості рідких кристалів
Спонтанна орієнтація молекул в рідких кристалах
наводить до того, що ці речовини проявляють оптичне двопроменезаломлення, властиве деяким твердим кристалам. Світло, що проходить через
однорідно-упорядковані шари рідких кристалів, розпадається на два променя: незвичайний, напрямок поляризації якого збігається з напрямком оптичної осі
рідкого кристала, й, звичайний, з напрямком поляризації, перпендикулярним цій
осі. Кристал вважається оптично позитивним, якщо ne-n0>0,
й оптично негативним, якщо ne-n0<0; ne та
n0 — коефіцієнти переломлення незвичайного й звичайного променів.
Нематичні та смектичні рідкі кристали оптично позитивні
й напрямок довгих осей молекул збігається з напрямком оптичної осі. Холестерині
рідкі кристали, в яких довгі осі молекул перпендикулярні осі холестеричної
спіралі, яка, в свою чергу, паралельна оптичній осі зразка, — оптично
негативні. Ця особливість часто служить критерієм відмінності холестеричних
рідких кристалів від смектичних.
Знак двопроменезаломлювання та напрямок оптичної
осі в рідкокристалічному зразку, як і в твердому кристалі, можна визначити при
спостеріганні в мікроскопі в світлі, що сходиться.
Орієнтовані шари рідкокристалічних холестериків, нематиків і смектиків А оптично одновісні, тобто для рідких кристалів
характерний тільки один напрямок, в якому світло проходить з однаковою
швидкістю незалежно від стану поляризації. В смектиках С є два таких напрямки, вони двоосеві. Двохосний стан можна отримати деформацією холестеричних і
нематичних рідких кристалів.
Двопроменезаломлювання нематиків монотонно спадає з
ростом температури й різко падає до нуля в точці фазового переходу в ізотропну
рідину. Коефіцієнт заломлення для незвичайного проміння ne різко
зменшується з ростом температури, а коефіцієнт заломлення звичайного проміння n0 повільно
росте. Показано, що термічна залежність двопроменезаломлювання нема тиків
визначається дисперсійними силами й силами відштовхування.
Надзвичайними оптичними властивостями володіють
системи типу закручений нематик. Цю систему можна отримати таким чином: рідкий кристал поміщають між двома скляними пластинками, поверхні яких
оброблені таким чином, щоб шар нематика орієнтувався пленарно, й пластини
закручують відносно один одного на 90о. В результаті повороту
пластин оптична вісь нематика деформується. Шар закрученого нематика в
паралельних поляроїдах дає темне поле зору, оскільки напрямок поляризації світла, що проходить через шар кристала, повертається на π/2. Ретельніший експеримент Гука й Таррі показав, що світло, яке проходить через шар
закрученого нематика, поляризований по еліпсу — поле зору затемнене не повністю.
Смектичні рідкі кристали типу А, молекули в яких побудовані перпендикулярно смектичним площинам, оптично одновісні. Кристали смектичні типу
С, для яких характерна орієнтація молекул нахилена до плоскості шарів, оптично
двовісні.
Найбільш цікаві оптичні
властивості мають холестерині рідкі кристали. Холестерики, в відмінності від
нематиків й смектиків, оптично негативні. Вони одноосеві. Їх надзвичайними
оптичними властивостями, що характерні для твердих кристалів в діапазоні
рентгенівського випромінювання, є дуже сильна здібність обертати плоскість
поляризації, круговий дихроїзм і селективне відображення світла. Ці виняткові
оптичні властивості рідких кристалів холестеричного типу — наслідок їх
спіральної структури й того, що довжина кроку холестеричної спіралі порівняна з
довжиною хвилі видимого світла.

### Перехід Фредерікса

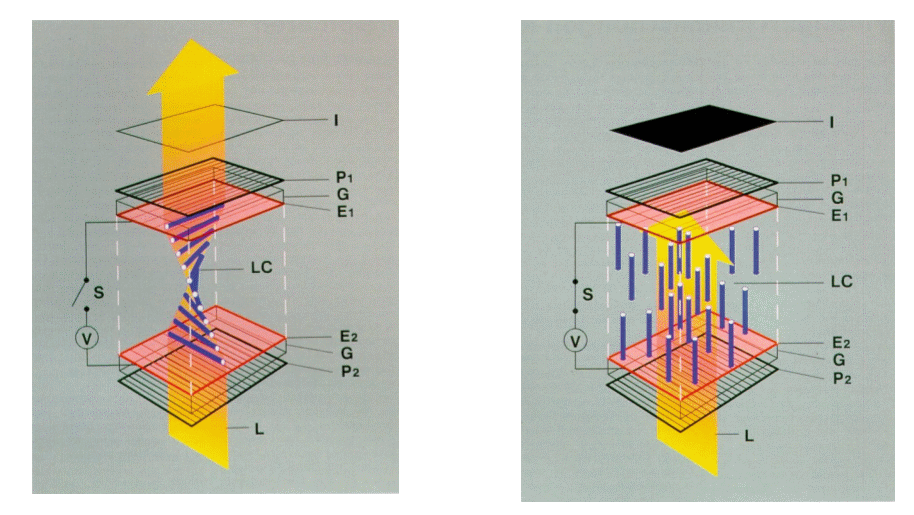
Приклад використання ефекту Фредерікса в рідкокристалічних дисплеях. Лівий рисунок- без прикладеного поля, рідкокристалічна комірка змінює площину поляризації світла; правий рисунок — під напругою — молекули переорієнтовані, площина поляризації світла не змінюється

Перехід Фредерікса — явище переорієнтації молекул рідкого кристалу під дією електричного поля. У матеріалах із додатною діелектричною анізотропією молекули намагатимуться повернутись вздовж напрямку електричного поля. У матеріалі з від'ємною діелектричною анізотропією — впоперек напрямку
поля. Кут повороту при цьому залежатиме від напруги.

#### Зв'язок із будовою
Рідкі кристали складаються із видовжених молекул. Міжмолекулярна взаємодія забезпечує
те, що в певному інтервалі температур молекули орієнтуються здебільшого
паралельно, і, як наслідок, в рідині утворюється виділений напрямок.
Впорядкування орієнтації молекул поширюється на далекі віддалі. Здебільшого орієнтація молекул в рідкому кристалі задається їхнім напрямком на поверхні. Однак, її можна змінити, приклавши електричне поле. Характерною особливістю
рідких кристалів є те, що молекули переорієнтуються при дуже малому полі — достатньо напруги в кілька мілівольтів. В залежності від рідкого кристалу його молекули можуть орієнтуватися або
паралельно до прикладеного поля, або перпендикулярно до нього.

#### Практичне застосування
Перехід Фредерікса широко використовується в рідкокристалічних дисплеях. Кожен піксель такого дисплею містить комірку з рідким кристалом, орієнтованим певним чином завдяки поверхневим силам. Прикладення напруги до такої комірки змінює орієнтацію молекул в проміжку між поверхнями. В результаті змінюється оптична активність комірки, а, отже, її здатність пропускати поляризоване світло, створюючи можливість для відображення бажаної інформації.
Цей ефект у 70-ті роки за пропозицією нобелівського лауреата французького фізика П'єра де Жена, отримав назву «перехід Фредерікса».

## Застосування рідких кристалів

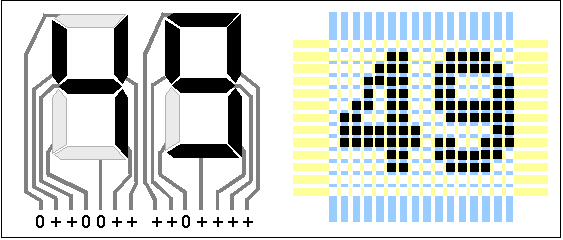
Сегментний і точковий РК-дисплей.

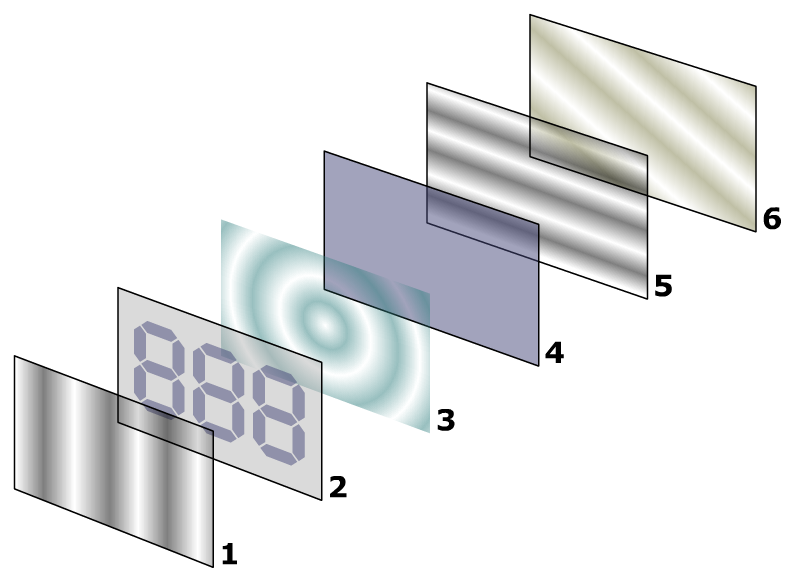

Рідкокристалічний дисплей (англ. liquid crystal display, LCD) — електронний пристрій візуального відображення інформації (дисплей), принцип дії якого ґрунтується на явищі електричного переходу Фредерікса в рідких кристалах. Дисплей складається з довільної кількості кольорових або монохромних точок (пікселів), і джерела світла або відбивача (рефлектора).
Кожна з кольорових точок рідкокристалічного дисплея складається з кількох комірок (як правило, з трьох), попереду яких встановлюються світлові фільтри (найчастіше — червоний, синій і зелений). Тобто колір певної точки і її яскравість визначається інтенсивностями світіння комірок, з яких вона складається.
Керування кожною рідкокристалічною коміркою здійснюється з допомогою напруги, яку подає на комірку один з транзисторів тонкої підкладки (TFT — абревіатура англійського виразу «Thin Film Transistors»).
Рідкокристалічні дисплеї мають низьке енергоспоживання, тому вони знайшли широке застосування, як в кишенькових пристроях (годинниках, мобільних телефонах, кишенькових комп'ютерах), так і в комп'ютерних моніторах, телевізорах тощо.
Піксель складається з: кольорового фільтра; горизонтального поляризатора; оточеного двома шарами скла рідкокристалічного шару, який здатен змінювати свою поляризацію; вертикального фільтра.
Екран LCD є масивом маленьких сегментів (пікселів), котрими можна маніпулювати для відображення інформації. LCD має кілька шарів, де ключову роль грають дві панелі, зроблені з вільного від натрію і дуже чистого скляного матеріалу, який називають субстратом або підкладкою. Проміжок між шарами заповнений тонким шаром рідкого кристалу. На панелях є борозенки, що надають їм спеціальної орієнтації. Борозенки розташовані паралельні між собою в межах кожної панелі, але борозенки однієї панелі перпендикулярні до борозенок іншої. Поздовжні борозенки утворюються внаслідок нанесення на скляну поверхню тонких плівок прозорого пластику, що потім спеціальним чином обробляється.
Борозенки орієнтують молекули рідкого кристалу однаково у всіх комірках. Молекули одного з типів рідких кристалів (нематиків) при відсутності напруги повертають вектори електричного (і магнітного) полів світлової хвилі на деякий кут у площині, перпендикулярній до напрямку поширення світлового променя. Нанесення борозенок на поверхню скла дозволяє забезпечити однаковий кут повороту площини поляризації для всіх комірок. Проміжок між панелями дуже тонкий.

### Рідкокристалічні телевізори
Створення телевізорів з рідкокристалічними екранами стало новою історичною віхою вживання рідких кристалів (LCD). Телевізори цього типу стають доступнішими для покупців, тому що відбувається регулярне зниження цін, через вдосконалення технологій виробництва.
Екран LCD — це екран просвітного типу, тобто екран, який підсвічує зі зворотного боку лампою білого кольору, а вічка основних кольорів (RGB — червоний, зелений, синій), розташовані на трьох панелях відповідних кольорів, пропускають або не пропускають через себе світло залежно від прикладеної напруги. Саме тому відбувається певне запізнювання картинки (час відгуку), особливо помітне при перегляді об'єктів, що швидко рухаються. Час відгуку в сучасних моделях різниться від 15мс (мілісекунди, 1мс — одна тисячна секунди) до 40мс і залежить від типу і розміру матриці. Чим менше цей час, тим швидше міняється зображення, немає явищ шлейфу і накладення картинок.
Час роботи лампи для більшості LCD-панелей майже на початковій яскравості — 60 000 годин (це вистачить приблизно на 16 років при перегляді телевізора по 10 годин в день). Для порівняння: в плазмових телевізорах яскравість за той же час зменшується набагато сильніше, а для кінескопних телевізорів (вигоряє люмінофор) поріг — 15000-20 000 годин (приблизно 5 років), потім якість помітно гіршає.
Кут огляду в рідкокристалічних телевізорах останніх моделей досягає 160—170 градусів по вертикалі і горизонталі, а це робить проблему набагато менш гострою, чим вона була кілька років тому.
Недоліком рідкокристалічних екранів є наявність непрацюючих пікселів. Непрацюючі пікселі — це пікселі, які постійно увімкнені в якомусь одному стані чи взагалі вимкнені і не міняють свій колір залежно від сигналу (або змінюють невідповідно до сигналу). Різні виробники допускають різну кількість непрацюючих пікселів на екрані, про що пишуть в інструкціях по використанню товару. Наприклад, в інструкції може бути написано «якщо на панелі ви виявили не більше чотирьох непрацюючих пікселів, то панель вважається повністю працездатною». У рідкокристалічних моніторах взагалі не допускається наявність непрацюючих пікселів, оскільки на монітор ми дивимося з набагато ближчої відстані, ніж на телевізор, і відразу можемо розгледіти дефекти.
Успіхи в розробці матричних рідкокристалічних дисплеїв зробили можливим створення і масове виробництво електронних ігор в мініатюрному, так би мовити, кишенькового виконанні. Наприклад, всім відома гра «Ну, постривай!», освоєна вітчизняною промисловістю. Габарити цієї гри, як у записника, а основним його елементом є рідкокристалічний матричний дисплей, на якому висвічуються зображення вовка, зайця, курей і яєчок, що котилися по жолобах. Завдання гравця, натискаючи кнопки управління, примусити вовка, переміщаючись від жолоба до жолоба, ловити яєчка, що скочуються з жолобів, в корзину, щоб не дати їм впасти на землю і розбитися. Тут же відзначимо, що, крім розважального призначення, ця іграшка виконує роль годинника і будильника, тобто в іншому режимі роботи на дисплеї може зображуватися час і може подаватися звуковий сигнал в необхідний момент часу.
Ще один приклад ефективності союзу матричних дисплеїв на рідких кристалах і мікроелектронної техніки дають сучасні електронні словники, які почали випускати в Японії. Вони — це мініатюрні обчислювальні машинки розміром із звичайний кишеньковий мікрокалькулятор, в пам'ять яких введені слова на двох (або більше) мовах і які забезпечені матричним дисплеєм і клавіатурою з алфавітом. Набираючи на клавіатурі слово однією мовою, ви вмить отримуєте на дисплеї його переклад іншою мовою. Уявіть собі, як покращає і полегшиться процес навчання іноземних мов в школі і у ВНЗ, якщо кожен учень буде забезпечений подібним словником. А спостерігаючи, як швидко вироби мікроелектроніки упроваджуються в наше життя, можна з упевненістю сказати, що такий час не за горами. Легко уявити і шляхи подальшого вдосконалення таких словників-перекладачів: перекладається не одне слово, а ціле речення. Крім того, переклад може бути і озвучений. Словом, впровадження таких словників-перекладачів обіцяє революцію у вивченні мов і техніці перекладу.
Поява в нашому сучасному житті органайзерів, здатних нагромаджувати, обробляти і аналізувати інформацію дозволяє користувачеві вести індивідуальне планування свого часу, враховуючи можливість виконання ряду дій, пов'язаних з контактами, зустрічами і так далі. Органайзер завчасно нагадає про настання часу і дати особливо важливих заходів.
Мініатюризація відбувається в цьому випадку переважно через зменшення дисплея. Як видно, рідкокристалічний дисплей вирішує цю задачу дуже просто.
Також рідкокристалічні екрани використовуються в смартфонах, мають декілька видів: рідкокристалічний дисплей (LCD), Тонкоплівковий транзистор (TFT) (дуже рідко використовується), AMOLED (відомі економним використанням електроенергії), In-Plane Switching (IPS) (як правило, досить яскраві та більш чітко передають зображення).
Найякіснішими є останні два види, вони мають як і переваги (якісне кольоропередавання) так і недоліки (наприклад, дорожчі у обслуговуванню та мають вищу ціну). Постійно розробляються нові підвиди та модифікації рідких кристалів, що різняться якістю кольоропередачі, ціною, стабільністю роботи з плином часу, яскравістю, контрастом тощо. Програмне керування та коректування дисплеїв також покращується.

### Виготовлення інтегральних схем
Союз мікроелектроніки і рідких кристалів виявляється надзвичайно ефективним не лише в готовому виробі, але і на стадії виготовлення інтегральних схем. Як відомо, одним з етапів виробництва мікросхем є фотолітографія, яка полягає в нанесенні на поверхню напівпровідникового матеріалу спеціальних масок, а потім у витравленні за допомогою фотографічної техніки так званих літографічних вікон. Ці вікна в результаті подальшого процесу виробництва перетворяться в елементи і з'єднання мікроелектронної схеми. Від того, наскільки малі розміри відповідних вікон, залежить число елементів схеми, які можуть бути розміщені на одиниці площі напівпровідника, а від точності і якості витравлення вікон залежить якість мікросхеми.
Не менш корисним виявилося вживання рідких кристалів (тепер уже нематичних) на стадії контролю якості літографічних робіт. Для цього на напівпровідникову пластину з протравленими літографічними вікнами наноситься орієнтований шар нематика, а потім до неї прикладається електрична напруга. В результаті в поляризованому світлі картина витравлених вікон виразно візуалізується. Більш того, цей метод дозволяє виявити дуже малі по розмірах неточності і дефекти літографічних робіт, протяжність яких всього 0,01 мкм.

### Рідкокристалічні лазери
Нові лазери на основі рідких кристалів і світловипромінювальних полімерів об'єднують всі переваги лазерів на барвниках, газових і напівпровідникових лазерів. Так, лазери на барвниках можуть налаштовуватися на різну довжину хвилі, але вони мають великий розмір. Газові лазери — потужні і стабільні, але вони не можуть перебудовуватися, і також великі. Нарешті, діодні лазери (які застосовуються в CD і DVD програвачах) малі, але теж працюють тільки на одній частоті.
Водночас, нові лазери вкрай малі: вони мають товщину меншу від товщини людської волосини. Вони стабільні і не «перестрибують» між різними модами випромінювання. Також їх можна переналаштовувати в широкому діапазоні частот — від ультрафіолету до інфрачервоного випромінювання. Для цього достатньо подавати на них потрібний електричний сигнал. Нарешті, вони вкрай дешеві у виробництві та дуже ефективні.
Завдяки своїм перевагам, подібні лазери можуть знайти застосування в медичних дослідженнях. У комбінації з волоконною оптикою можливе їх використання в дерматології, діагностиці раку та діабету. Також вони можуть бути застосовані в так званій технології біочипів («лабораторія на чипі»). Біочипи комбінують на одній мікросхемі спектроскопічні вимірювання та аналіз. Таким чином, медичні працівники, фахівці з охорони навколишнього середовища та інші люди можуть з їх допомогою виконувати складні хімічні аналізи прямо «в польових умовах», не посилаючи зразки в лабораторію, і не чекаючи результатів .
Ще однією перспективною сферою застосування лазерів є ринок дисплеїв для телевізорів, комп'ютерів, мобільних телефонів і т. д. Лазери настільки малі, що можуть працювати як окремі пікселі екрану. Отже, з їх допомогою можливо отримувати яскраве і чітке зображення без використання фільтрів і заднього підсвічування. Крім того, подібні екрани будуть споживати менше енергії.

## Інтернет-ресурси
- History and Properties of Liquid Crystals. Nobelprize.org. Процитовано 6 червня 2009.
- Definitions of basic terms relating to low-molar-mass and polymer liquid crystals (IUPAC Recommendations 2001)
- An intelligible introduction to liquid crystals from Case Western Reserve University
- Liquid Crystal Physics tutorial from the Liquid Crystals Group, University of Colorado
- Liquid Crystals & Photonics Group — Ghent University (Belgium), good tutorial
- Simulation of light propagation in liquid crystals, free program
- Liquid Crystals Interactive Online
- Liquid Crystal Institute Kent State University
- Liquid Crystals a journal by Taylor&Francis
- Molecular Crystals and Liquid Crystals a journal by Taylor & Francis
- Hot-spot detection techniques for ICs
- What are liquid crystals? from Chalmers University of Technology, Sweden
- Progress in liquid crystal chemistry Thematic series in the Open Access Beilstein Journal of Organic Chemistry
- DoITPoMS Teaching and Learning Package- «Liquid Crystals»
- Bowlic liquid crystal from San Jose State University
- Phase calibration of a Spatial Light Modulator